# The Weather Girls
The Weather Girls ("Le ragazze del meteo") è stato un duo statunitense, composto inizialmente da Martha Wash e Izora Armstead.

## Storia
Precedentemente conosciute come Two Tons O' Fun ("Due tonnellate di divertimento", nome scelto a causa della prosperità delle due donne), le due donne, scoperte da Sylvester, videro il loro momento di maggior successo agli inizi degli anni '80. I loro primi successi furono Earth Can Be Just Like Heaven (1980, secondo nella classifica American Billboard Disco) e Just Us (anch'esso del 1980, 29° nella American R&B). Fu nel 1982 che conobbero il momento di maggiore popolarità, con il brano It's Raining Men, in seguito cantato da Geri Halliwell nel 2001, la cui seconda versione funse in Italia da sigla iniziale alla trasmissione di Radio 1 Contemporanea condotta da Ennio Cavalli.
Scioltasi la formazione nel 1988, Izora intraprese una breve carriera da solista, durata fino al 1991.
Dopo una pausa di tre anni, Izora riformò The Weather Girls, questa volta però con sua figlia Dynelle al posto di Martha Wash, e si trasferì in Germania. Il singolo principale dell'album Can You Feel It raggiunse la seconda posizione nella classifica Dance di Billboard. Il loro album successivo Think Big! fu pubblicato nel dicembre 1995: riscosse consensi grazie anche a un duetto con Jimmy Somerville, Star, cover di uno dei successi di Sylvester.
Nel 2002 il duo registrò un singolo, Get Up, con la formazione tedesca Disco Brothers nel tentativo di rappresentare la Germania all'Eurovision Song Contest di quell'anno.
L'ultima registrazione firmata The Weather Girls fu nel 2004, l'anno stesso della morte di Izora, avvenuta in California il 16 settembre per insufficienza cardiaca.
Martha Wash si è cimentata anch'essa come solista ed ha collaborato come cantante con formazioni dance come Black Box e C+C Music Factory.

## Discografia

### Album
| Anno | album               |
| ---- | ------------------- |
| 1983 | Success             |
| 1985 | Big Girls Don't Cry |
| 1988 | Weather Girls       |
| 1993 | Double Tons Of Fun  |
| 1995 | Think Big           |
| 1999 | Puttin' On The Hits |
| 2004 | Totally Wild        |